# رونالد س. وايت
رونالد س. وايت (بالإنجليزية: Ronald C. White)‏ هو كاتب أمريكي، ولد في 22 مايو 1939 في منيابولس في الولايات المتحدة.

## وصلات خارجية
- الموقع الرسمي